# Jean-Louis Capezzali
Jean-Louis Capezzali (Saint-Étienne, 1959) is een Frans hoboïst.

## Biografie
Capezzali werd geboren te Saint-Étienne en begon op 9-jarige leeftijd met pianolessen. Hij begin hobo te spelen op zijn 14e jaar nadat hij een opname hoort van hoboconcerten van Vivaldi gespeeld door Pierre Pierlot. Na een jaar studie aan de Schola Cantorum de Paris komt hij in een soort vooropleidingsklas "(CHAM) aan de conservatoires nationaux de région (CNR) in Versailles, bij docent Gaston Longatte. Hij haalt er de médaille d'or (gouden medaille) en de prix d'honneur (ereprijs) en krijgt een diploma van lesbevoegdheid. 
In 1979 werd hij op 20-jarige leeftijd benoemd tot solo-hoboïst van de Concerts Lamoureux. In 1984 wordt hij eerste hoboïst in het Orchestre Philharmonique de Radio France. Hij won een internationale concoursen in Genève (1982) en Praag (1986). Hij is verder actief als solist en kamermusicus en speelde onder andere met het Orchestre National Bordeaux Aquitaine, Ensemble Orchestral de Paris en het Orchestre de Chambre de Toulouse.
In 1988 vervangt hij Maurice Bourgue als hofdvakdocent aan het Conservatoire national supérieur de musique in Parijs na diens vertrek naar het Conservatorium van Genève, nadat hij daarvoor al Bourgues assistent was. Sinds 1998 is hij docent aan het Conservatorium van Lyon, waar hij ook hoofd is van de afdeling houtblazers. Hij is tevens docent hobo aan het Conservatorium van Lausanne. Hij geeft verder masterclasses hobo en kamermuziek aan de École Britten, het Institut Supérieur de Musique in Périgueux, en in Telč (Tsjechië), Musicalp in Courchevel en het Pablo Casals Festival in Prades.

## Opnames
- Qigang Chen - Extase (Virgin Classics 2006)
- Jean Françaix, Georges Auric - Chamber Music - Sonatas & Trio's (Arion 2005)
- Charles Koechlin - Sonatines 1 en 2 (Gallo 2002)
- Kurtág, Jean-Louis Florentz, Ligeti, Gérard Pesson (Arion 1998)
- Wagner - Siegfried Idyll (Gallo 1996)
- Mozart - Divertimento K136, K314 hoboconcert met het Orchestre National Bordeaux Aquitaine (Forlane 1996)
- Kalliwoda Schumann, Johann Peter Pixis - The Romantic Oboe (CPO Records 1994)
- en verder muziek van Milhaud, Prokofjev, Poulenc en Martinů